# Palpusia
Palpusia és un gènere d'arnes de la família Crambidae. El gènere va ser creat per Hans Georg Amsel el 1956.

## Taxonomia
- Palpusia coenulentalis (Lederer, 1863)
- Palpusia eurypalpalis (Hampson, 1912)
- Palpusia fulvicolor (Hampson, 1917)
- Palpusia glaucusalis (Walker, 1859)
- Palpusia goniopalpia (Hampson, 1912)
- Palpusia plumipes (Dognin, 1905)
- Palpusia ptyonota (Hampson, 1912)
- Palpusia squamipes Amsel, 1956
- Palpusia subcandidalis (Dognin, 1905)
- Palpusia terminalis Dognin, 1910